# Алтона (Илиноис)
Алтона (енгл. Altona) град је у америчкој савезној држави Илиноис.

## Демографија
По попису из 2010. године број становника је 531, што је 39 (-6,8%) становника мање него 2000. године.
| Група             | 2000.       | 2010.       |
| Белци             | 564 (98,9%) | 505 (95,1%) |
| Афроамериканци    | 0 (0,0%)    | 0 (0,0%)    |
| Азијати           | 1 (0,2%)    | 2 (0,4%)    |
| Хиспаноамериканци | 5 (0,9%)    | 21 (4,0%)   |
| Укупно            | 570         | 531         |